# Martin Cranie
Martin James Cranie (ur. 26 września 1986 w Guildford) – angielski obrońca występujący w Huddersfield Town.